# Lisa Hörhager
Lisa Hörhager (* 29. April 2001) ist eine österreichische Skirennläuferin. Sie gehört aktuell dem B-Kader des Österreichischen Skiverbandes an und ist auf die technischen Disziplinen Slalom und Riesenslalom spezialisiert.

## Biografie
Lisa Hörhager stammt aus Mayrhofen im Zillertal und begann in ihrem zweiten Lebensjahr mit dem Skifahren. Sie besuchte die Skihauptschule Neustift und das Schigymnasium Stams. Im Alter von 16 Jahren bestritt sie auf der Hochrindl ihre ersten FIS-Rennen und feierte erste Erfolge im Citizen Arnold Lunn World Cup. Mitte Jänner 2020 gab sie in den Slaloms von Zell am See ihr Europacup-Debüt. In der folgenden Saison schaffte sie als Slalomzehnte in Gstaad ein erstes Spitzenergebnis. Bei ihren ersten und einzigen Juniorenweltmeisterschaften in Bansko klassierte sie sich auf den Rängen 13 und 14 in Riesenslalom und Super-G, im Slalom schied sie aus. Wenige Wochen später gewann sie auf dem Glungezer in der Kombination ihren ersten Staatsmeistertitel. Im Oktober 2021 erlitt sie beim Riesenslalomtraining in Sölden einen Kreuzband- sowie einen doppelten Meniskusriss und einen Einriss der Patellasehne und fiel damit für die komplette kommende Saison aus. Im Comeback-Winter 2022/23 gelang ihr mit Platz zwei im Ahrntal ihr erster Europacup-Podestplatz, in der Disziplinenwertung belegte sie Rang neun.
Ihr Weltcup-Debüt gab Hörhager am 3. Jänner 2021 in Zagreb. Nach der Verletzungspause konnte sie sich im Dezember 2022 mit Platz 27 in ihrem zweiten Rennen, dem Slalom auf dem Semmering, erstmals in den Punkterängen klassieren. Drei Monate später kürte sie sich in Spital am Pyhrn zur österreichischen Slalommeisterin. Im Jänner 2024 erreichte sie mit Rang 21 im Slalom von Jasná ihr vorläufig bestes Weltcup-Resultat.

## Erfolge

### Weltcup
- 3 Platzierungen unter den besten 30

### Weltcupwertungen
| Saison  | Gesamt | Gesamt | Slalom | Slalom |
| Saison  | Platz  | Punkte | Platz  | Punkte |
| ------- | ------ | ------ | ------ | ------ |
| 2022/23 | 117.   | 4      | 51.    | 4      |
| 2023/24 | 112.   | 10     | 50.    | 10     |

### Europacup
- Saison 2022/23: 9. Slalomwertung
- 2 Podestplätze

### Juniorenweltmeisterschaften
- Bansko 2021: 13. Riesenslalom, 14. Super-G

### Weitere Erfolge
- 2 österreichische Meistertitel (Kombination 2021, Slalom 2023)
- Sieg bei den Schweizer Meisterschaften im Riesenslalom 2023
- 4 Siege in FIS-Rennen